# Bahnhof Albringhausen

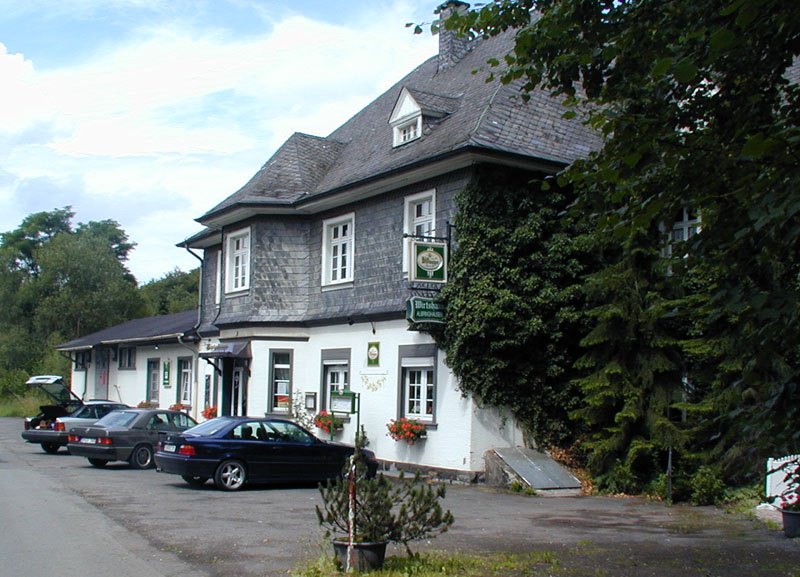
Ehem. Bahnhof Albringhausen, 2002

Der Bahnhof Albringhausen war ein Bahnhof in Albringhausen, einem Ortsteil des Stadtteils Esborn von Wetter (Ruhr) im Ennepe-Ruhr-Kreis, an der Bahnstrecke Witten–Schwelm. Er wurde am 15. Mai 1934 eröffnet. Er stand für den Personenverkehr und Güterverkehr zur Verfügung. Personenzüge hielten hier in der Vorkriegszeit zwanzigmal täglich, Eilzüge fuhren durch.

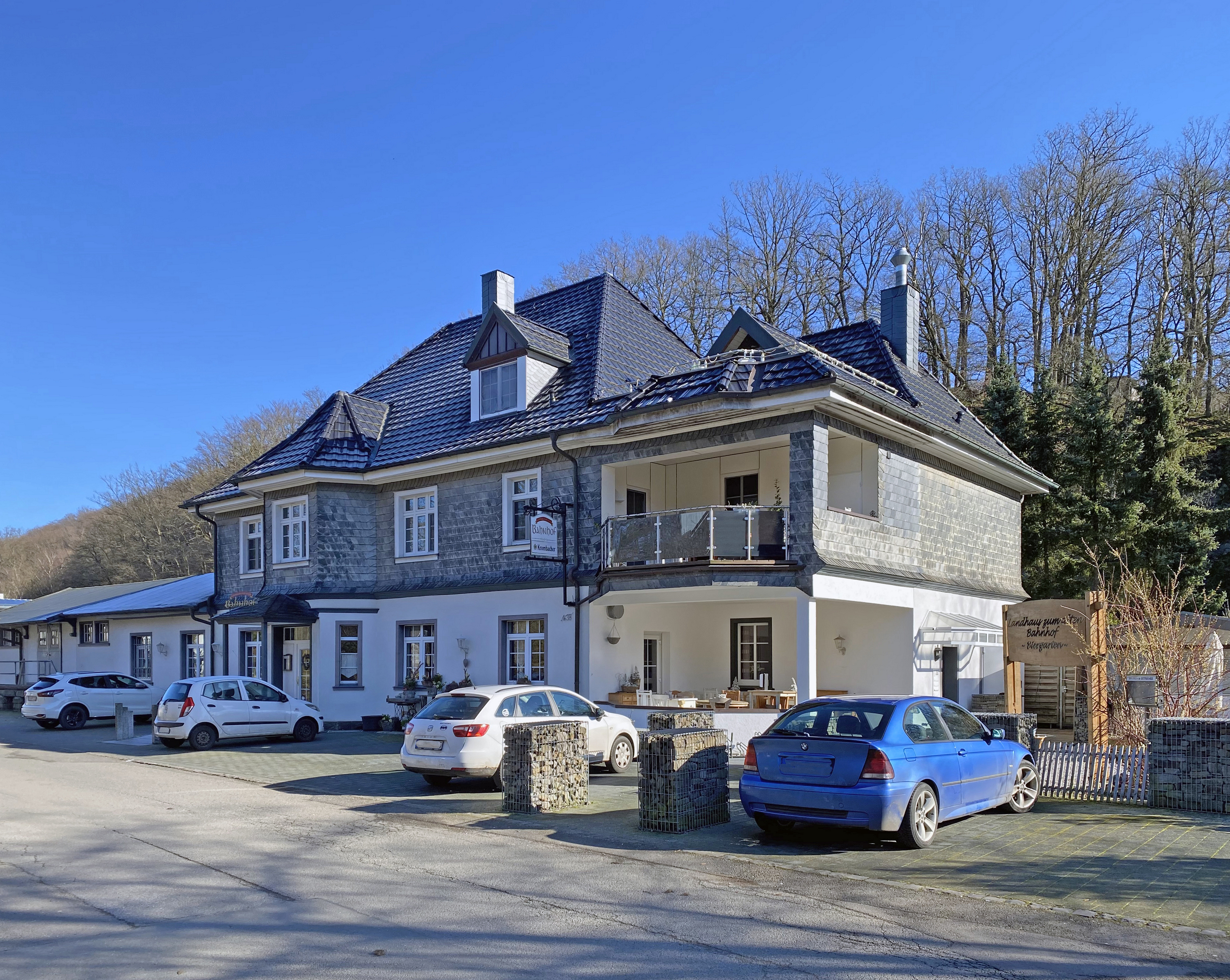
Ehem. Bahnhof Albringhausen (Wetter (Ruhr)), 2022

Dank der abgeschiedenen Lage wurde der dann weiträumig abgesperrte Bahnhof Albringhausen auch als ruhiger Schlafplatz für Politiker und Gäste in stehenden Regierungssonderzügen genutzt. Hier übernachteten Konrad Adenauer im Salonwagen und auch die englische Königin Elisabeth II., die im Mai 1965 die Bundesrepublik in einem Sonderzug bereiste.
Der Personenverkehr wurde am 30. November 1979 eingestellt. Die Strecke wurde zum 1. Januar 1983 stillgelegt. Im Bahnhofsgebäude befindet sich heute eine Gaststätte.